# Бутуровић Поље
Бутуровић Поље је насељено место у Босни и Херцеговини у општини Коњиц у Херцеговачко-неретванском кантону које административно припада Федерацији Босне и Херцеговине. Према попису становништва из 1991. у насељу је живјело 437 становника.

## Становништво
По последњем службеном попису становништва из 1991. године, у насељу Бутуровић Поље живело је 437 становника. Становници су претежно били Хрвати.
| Националност       | 1991.        | 1981. | 1971. |
| Хрвати             | 244 (55,84%) |       |       |
| Муслимани          | 188 (43,02%) |       |       |
| Срби               | 4 (0,92%)    |       |       |
| остали и непознато | 1 (0,22%)    |       |       |
| Укупно             | 437          |       |       |